# Ladrillo perforado
En construcción, un ladrillo perforado es una pieza paralelepipédica de cerámica cocida con perforaciones en la cara de mayor superficie, denominada tabla, si el volumen total de huecos está entre el 25% y el 45% del volumen total de la pieza. Cuando el volumen es inferior al 25% se considera ladrillo macizo.

## Características
Su forma es el resultado de extrusionar las arcillas a través de una boquilla. Las perforaciones permiten al ladrillo una buena adhesión del mortero con la pieza cerámica, asegurando una buena resistencia mecánica y estanqueidad. Su uso es muy generalizado al realizar una fábrica de cara vista. Sus aparejos suelen tener llagas o juntas de 1 a 1,5 cm de espesor.

## Otros países
En otros países, las definiciones pueden variar. En EE. UU, según la ASTM (American Society for Testing and Materials), los llamados ladrillos huecos (hollow bricks) tiene perforaciones de 25% a 60% de su sección en un plano paralelo a la superficie y que corte los vaciados. Con perforaciones menores, se consideran ladrillos sólidos (macizos), aunque también se encuentra el término cored bricks si tienen algunas perforaciones o vaciados (La palabra core originalmente significa centro o corazón, por ejemplo, el eje central de una manzana, que contiene las semillas y que no se suele comer, pero ha terminado usándose como verbo, con el significado de quitar el centro de algo, dejando un agujero cilíndrico, y de allí el sustantivo ha adquirido el significado de perforación).
Los vaciados no tienen que atravesar el ladrillo completamente. Si lo hacen, se llaman cores si la sección de las perforaciones es menor de 9,7 cm², y cells (celdas) si es mayor. Si el vaciado no atraviesa el ladrillo, siendo simplemente una indentación en la superficie, se llama un frog (rana).
En Australia, al parecer, el criterio para considerar un ladrillo hueco es tener al menos 30% de perforaciones
Esta distinción entre ladrillos con poco vaciado y aquellos con mucho vaciado parece deberse en gran parte a la posibilidad de insertar refuerzos o riostras para construir paredes reforzadas en zonas de fuertes vientos o actividad sísmica, aunque también influye la posibilidad de hacer ladrillos más grandes con pesos razonables, que reducen costes de construcción.